# Heilighaus (Oberwittstadt)

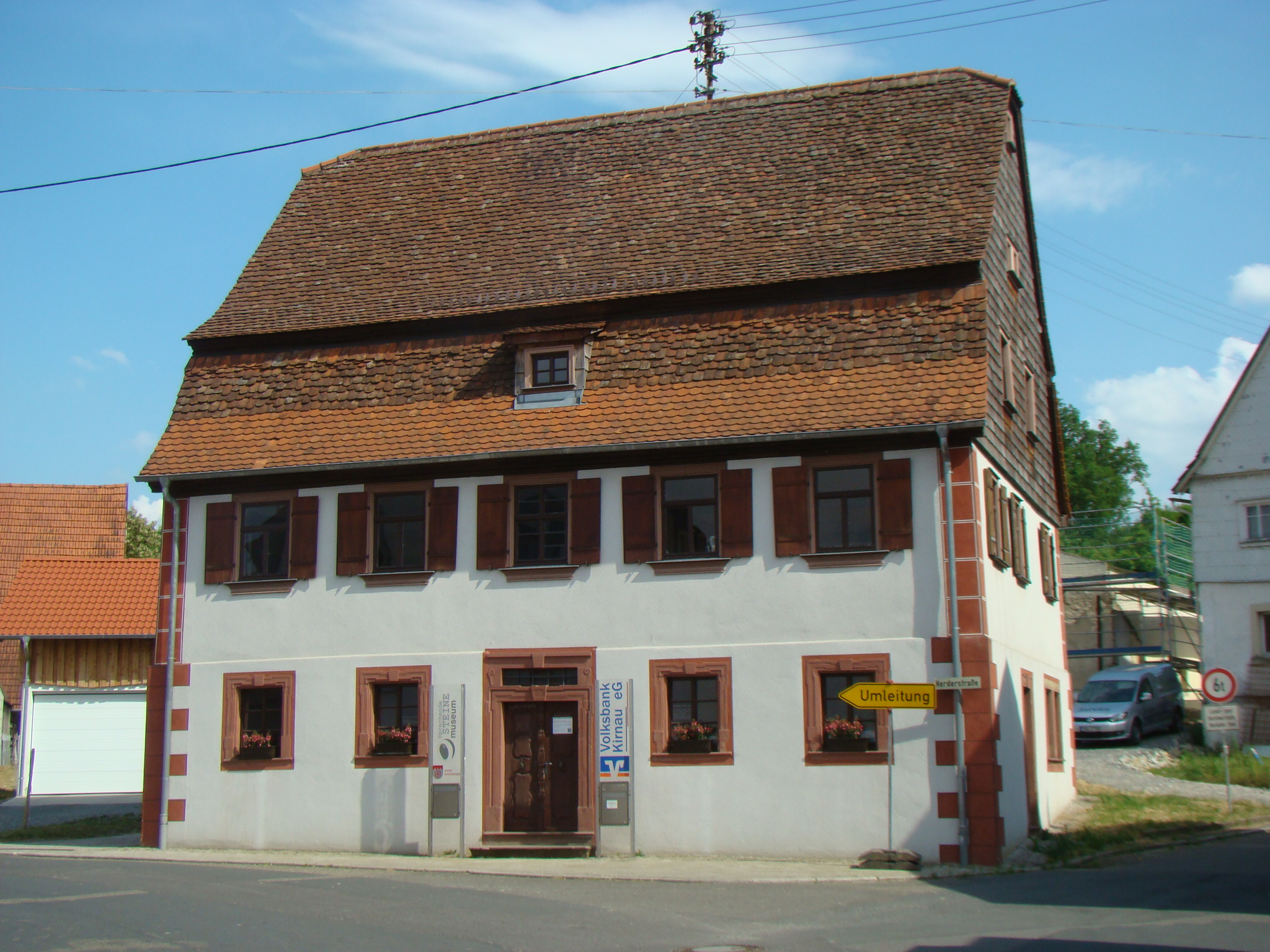
Heilighaus in Oberwittstadt

Das Heilighaus in Oberwittstadt, einem Stadtteil der Stadt Ravenstein im Neckar-Odenwald-Kreis in Baden-Württemberg, ist ein eingetragenes Kulturdenkmal.

## Geschichte
Über die Ursprünge des Gebäudes ist fast nichts mehr bekannt. 1778 erwarb Joseph Kilian ein urkundlich herschaftlich Haus genanntes Gebäude, das er wenig später abreißen und 1787 durch das heutige Gebäude ersetzen ließ. Kilians Initialen IK und das Jahr 1787 sind über dem Portal eingemeißelt. Über Kilians Person und die Gründe, warum das Gebäude außergewöhnlich repräsentativ erbaut wurde, weiß man nichts mehr. Von 1855 bis 1990 war das Gebäude im Besitz der Familie Heilig, von der es seinen heutigen Namen erhielt und die darin die Gastwirtschaft Zum Ochsen betrieb, die wohl mit dem Goldenen Ochsen aus Benno Rüttenauers Roman Alexander Schmälzle, Lehrjahre eines Hinterwinklers, von 1913 gleichzusetzen ist. Das Gebäude diente außerdem auch als Brennerei, Brauerei und Backstube. In der Zeit vor dem Zweiten Weltkrieg war das Gebäude noch gut unterhalten worden, doch in der zweiten Hälfte des 20. Jahrhunderts verfiel es immer mehr. Das Landesdenkmalamt Baden-Württemberg bemühte sich ab 1988 um den Erhalt des Gebäudes, eine Sanierung war jedoch erst nach dem Erwerb des Gebäudes durch die Stadt Ravenstein 2005 möglich. Seit der Sanierung werden die Räume im Erdgeschoss von einer Bankfiliale genutzt, während im Obergeschoss das Sprechende-Steine-Museum mit Steinen aus der Sammlung des Ortspfarrers Julius Hügel (1917–2006) eingerichtet wurde.

## Beschreibung
Das Heilighaus ist ein zweigeschossiger Putzbau mit aufgemalter Eckquaderung und hohem Mansarddach. Tür- und Fenstergewände sind aus profiliertem rotem Sandstein ausgeführt. Zwischen Tür und Oberlicht ist das Gebäude am Portal mit den Initialen IK und der Jahreszahl 1787 bezeichnet. Als in dieser Form einzigartiges herrschaftliches Wohnhaus im Neckar-Odenwald-Kreis im Stil des ländlichen Barock wurde das Haus 1991 als Kulturdenkmal von besonderer Bedeutung ausgewiesen.